# 深圳邁瑞生物医療電子
深圳邁瑞生物医療電子（しんせんばいずいせいぶついりょうでんし）は、中国で最大の医療機器を開発・製造・販売する企業。
1991年創立で本社所在地は広東省深圳市で、各国に拠点を構え、中国国内外でグループ経営を行っている。

## 概要
1991年に設立された医療機器を幅広く開発・販売するメーカー。設立当初は輸入に頼っていた先端医療機器の国産化に取り組み、徐々に市場占有率を高めるだけでなく、先進国製の医療機器の購入が困難な開発途上国の医療機関へ向けて輸出することで現在は売り上げの過半が輸出である。近年は積極的なM&Aにより取り扱い製品を増やしつつある。

## 沿革
- 1991年 - 広東省深圳市で設立。
- 2008年 - Datascope Corporationの患者監視装置部門を209百万ドルで買収。

## 製品
- バイオテレメトリーシステム
- 除細動器
- パルスオキシメータ
- 心電図計
- 麻酔装置
- 人工呼吸器
- 血液分析装置
- 生化学分析装置
- 試薬